# Фигари (кантон)
Фигари (фр. Figari) — упразднённый кантон во Франции, находился в регионе Корсика, департамент Южная Корсика. Входил в состав округа Сартен.
Код INSEE кантона — 2A70. Всего в кантон Фигари входило 4 коммуны, из них главной коммуной являлась Фигари. Они вошли в кантон Гран-Сюд в 2015 году.

## Коммуны кантона
| Коммуна                | Население, чел. (2007) | Почтовый индекс | Код INSEE |
| ---------------------- | ---------------------- | --------------- | --------- |
| Монасья-д’Оллен        | 485                    | 20131           | 2A163     |
| Пьяноттоли-Кальдарелло | 834                    | 20131           | 2A215     |
| Сотта                  | 872                    | 20146           | 2A288     |
| Фигари                 | 1 141                  | 20114           | 2A114     |

## Население
Население кантона на 2008 год составляло 3354 человека.
| 1962  | 1968  | 1975  | 1982  | 1990  | 1999  | 2006  | 2007  | 2008  |
| ----- | ----- | ----- | ----- | ----- | ----- | ----- | ----- | ----- |
| 1 840 | 1 914 | 2 664 | 3 058 | 2 741 | 2 938 | 3 284 | 3 332 | 3 354 |